# Caldo tlalpeño
El caldo tlalpeño es un consomé tradicional mexicano con multitud de variantes, aunque generalmente contiene pollo (se usa la pechuga y el huacal), cebolla, jitomate, ajo, zanahoria, calabaza, garbanzos y xoconostle, se sirve con aguacate, chile chipotle y/o limón, y frecuentemente se aromatiza con laurel, pimienta y/o epazote.

## Origen
Se desconoce el origen exacto de este caldo, aunque existen tres lugares diferentes que se adjudican su creación, con su respectivos mitos cada uno:

### Origen Capitalino
Una teoría traza el origen del caldo tlalpeño a Tlalpan, en el sur de la Ciudad de México. A principios del siglo XX, el transporte más moderno y usado eran los tranvías de la Ciudad de México, y en la estación de Tlalpan, los puestos de comida servían caldo de pollo a los usuarios del tren. Una de las teorías dice que una vendedora de la calzada de Tlalpan, conocida como Doña Pachita, quiso agregarle chipotle, aguacate y queso, lo que la hizo destacar entre las otras y rápidamente se volvió muy popular, extendiendo la receta bajo el nombre de «caldo de Tlalpan» o «caldo tlalpeño». 
Otra teoría indica que fue Don Vicente Miranda quien creó este caldo para servirlo a los clientes del centro nocturno El Patio que él mismo fundó y dirigió, a partir de un caldo de pollo al que le agregó chipotle, aguacate, queso, verduras y otros ingredientes. A los comensales les gustó tanto que se popularizó con el nombre «caldo de Tlalpan», y más tarde, «caldo tlalpeño».

### Origen jalisciense
Una segunda versión atribuye su origen al pueblo de Talpa de Allende, en Jalisco, aunque no existe ningún registro escrito que lo pruebe. Sin embargo esta teoría cuenta con menos apoyo ya que entonces el caldo debería llamarse «talpaño» (gentilicio de Talpa), no «tlalpeño» (gentilicio de Tlalpan).

### Origen veracruzano
Una historia vincula el caldo tlalpeño a Antonio López de Santa Anna, presidente de México en varias ocasiones. Santa Anna era originario de Xalapa, Veracruz, y un año, tras visitar su ciudad natal para las fiestas patronales, acabó sufriendo una terrible resaca. Para aliviar su malestar, se dice que pidió a su cocinera que le preparase un caldo consistente y nutritivo. La mujer le preparó un consomé de pollo con verduras, perón agrio, jitomate, epazote y chile chipotle. Otras fuentes mencionan queso y aguacate.
Santa Anna agradeció el plato y le preguntó a la cocinera el nombre, a lo que ella sin más respondió: «caldo tlalpeño».
Con el tiempo, el perón agrio, que es un fruto similar a la manzana, desapareció no sólo del caldo tlalpeño sino de otros platillos de la cocina mexicana, tanto que hoy en día apenas se conoce. En el caso del caldo tlalpeño, dicho ingrediente se sustituyó con xoconostle.